# Emil Uhlin
Emil Uhlin, född 23 maj 2000, är en svensk friidrottare (mångkamp men även höjdhopp). Han tävlar för Falu IK. Han studerar vid Kansas State University.
Uhlin vann SM-guld i höjdhopp inomhus år 2020.

## Personliga rekord
| Utomhus - 100 meter – 11,19 (Söderhamn, Sverige 28 juli 2023) - 400 meter – 49,22 (Norman, USA 12 maj 2023) - 1 000 meter – 2.39,51 (Ames, USA 26 februari 2022) - 1 500 meter – 4.23,85 (Eugene, USA 9 juni 2022) - 110 meter häck – 14,93 (Tucson, USA 7 april 2023) - Höjdhopp – 2,12 (Tammerfors, Finland 5 september 2020) - Stavhopp – 4,91 (Lubbock, USA 14 maj 2022) - Längdhopp – 7,03 (Falun, Sverige 16 augusti 2020) - Kulstötning – 13,45 (Västerås, Sverige 23 juli 2022) - Diskus – 44,64 (Bollnäs, Sverige 15 juli 2023) - Slägga – 38,24 (Falun, Sverige 16 september 2020) - Spjut – 57,89 (Lubbock, USA 14 maj 2022) - Tiokamp – 7 618 p (Västerås, Sverige 24 juli 2022) | Inomhus - 60 meter – 7,38 (Örebro, Sverige 30 januari 2021) - 800 meter – 2.11,25 (Uddevalla, Sverige 12 februari 2017) - 1 000 meter – 2.38,67 (Lubbock, USA 25 februari 2023) - 60 meter häck – 8,42 (Ames, USA 26 februari 2022) - Höjdhopp – 2,12 (Växjö, Sverige 22 februari 2020) - Stavhopp – 5,20 (Lubbock, USA 27 januari 2023) - Längdhopp – 6,95 (Örebro, Sverige 30 januari 2021) - Kulstötning – 13,14 (Ames, USA 25 februari 2022) - Sjukamp – 5 710 p (Lubbock, USA 27 januari 2023) |